# جورج مور (رياضياتي)
جورج مور (بالدنماركية: Jørgen Mohr)‏ هو رياضياتي دنماركي، ولد في 1 أبريل 1640 في كوبنهاغن في الدنمارك، وتوفي في 26 يناير 1697 في Sławnikowice, Lower Silesian Voivodeship ‏ في بولندا.